# Ван дер Варт, Фрек
Фрек ван дер Варт (нидерл. Freek van der Wart; род.1 февраля 1988) — нидерландский шорт-трекист, участник зимних Олимпийских игр 2014 года, чемпион и четырёхкратный призёр чемпионата мира по шорт-треку, а также 5-тикратный чемпион и многократный призёр чемпионата Европы по шорт-треку.

## Спортивная карьера
Фрек ван дер Варт родился в городе Ворбург, провинция Южная Голландия. Заниматься начал в возрасте 6 лет на базе клуба «IJsvereniging Zoetermeer» в Зутермере. Фрек тренировался под руководством Йеруна Оттера. Его первый международный дебют состоялся в январе 2005 года в Швейцарии на зимнем Европейском юношеском Олимпийском фестивале в Шампери, где он занял 5-е место на 500 м, 19-е на 1000 м и 6-е на 1500 м.
В 2006 году ван дер Варт участвовал на юниорском чемпионате мира в Меркуря-Чук в Румынии и занял там 3-е место в эстафете. В 2007 году дебютировал на чемпионате Европы в Шеффилде. В 2009 году выиграл первую серебряную медаль эстафеты на чемпионате Европы в Турине. В 2011 и 2012 году дважды становился чемпионом Европы в составе эстафетной команды. 
Первую медаль на мировом уровне ван дер Варт выиграл на чемпионате мира в Шанхае 2012 года. В эстафете голландские конькобежцы с результатом 6:42.626 завоевали серебряные медали опередив соперников из Южной Кореи (6:42.629 — 3-е место), но уступив первенство спортсменам из Канады (6:42.570 — 1-е место).
В начале 2013 года он успешно выступил на чемпионате Европы в Мальмё, выиграв золото в беге на 1000 м и в общем зачёте многоборья, а также взял серебро в эстафете. В марте на чемпионате мира в Дебрецене завоевал две бронзы на дистанции 500 м и в эстафете.
В январе 2014 года на чемпионате Европы в Дрездене он выиграл бронзовую медаль на дистанции 1500 м и серебряную в эстафете, и тогда же вывихнул плечо, но вовремя восстановился, чтобы принять участие в Олимпийских играх 2014 года. В феврале на зимних Олимпийских играх в Сочи ван дер Варт был заявлен для выступления в забеге на 500 м, 1000 м и в эстафете. 
В марте на чемпионате мира в Монреале вместе с товарищами Фрек завоевал золотую медаль в эстафете, и занял 15-е место в общем зачёте, а в мае 2014 он был сбит автомобилистом во время тренировки на велосипеде. Он не получил серьёзных травм, но его тренировки были остановлены на небольшой период. В сезоне 2014/15 годов на Кубке мира он в составе эстафетной четвёрки выиграл две золотых, и по одной серебряной и бронзовой медали.
В 2015 году ван дер Варт взял серебро на дистанции 1000 м и бронзу в эстафете на чемпионате Европы в Дордрехте, а также поднялся на 5-е место в общем зачёте многоборья. Следом на чемпионате мира в Москве завоевал бронзовую медаль в эстафете. В конце 2015 года он перенёс операцию на плече.
Последняя медаль крупного турнира в активе ван дер Варта была выиграна в 2016 году. Во время чемпионата Европы в Сочи Фрек выиграл бронзовую медаль в беге на 1500 м и выступил в эстафете, где в финале голландские конькобежцы с результатом 7:12.495 завоевали золотые медали, опередив соперников из Венгрии (7:12.634 — 2-е место) и Великобритании (7:17.390 — 3-е место). В феврале занял с командой 2-е место в эстафете на Кубке мира в Дордрехте. В августе, во время неудачного падения на тренировке раздробил лодыжку, а в сентябре перенёс операцию на малоберцовой кости.
Долгое время Олимпийские комитет Нидерландов не мог принять решение о целесообразности участия ван дер Варта на предстоящие олимпийские игры 2018 года. В конечном итоге он не был включен в состав сборной из-за полученных в прошлом многочисленных травм. Почти десять лет он был членом Национальной команды и в декабре 2017 года он завершил карьеру спортсмена.

## Личная жизнь
С 1 июля 2018 года Фрек ван дер Варт стал новым дисциплинарным менеджером катания на коньках Лангебаана в КНСБ. Он окончил обучение бизнес-администрированию в университете Гронингена. Женат на голландской конькобежке — Майон Кёйперс.